# Aysha tertulia
Aysha tertulia är en spindelart som beskrevs av Antonio D. Brescovit 1992. Aysha tertulia ingår i släktet Aysha och familjen spökspindlar. Inga underarter finns listade.